# あゝ忠臣蔵
『あゝ忠臣蔵』（あゝちゅうしんぐら）は、1969年4月5日から12月27日まで全39回にわたって放映された関西テレビ製作の連続時代劇テレビドラマ。カラー放送。1968年から1969年に放映された『大奥』（こちらもカラー放送）とあわせて同社を代表する2大歴史絵巻である。いずれもフジテレビ系列で放映された。連続ドラマという体勢を取りつつ、『大奥』で用いられた、エピソードごとに主要キャストが変動するシステムを用いて製作された。

## スタッフ
- 語り手：石坂浩二
- 企画：芝田研三、岡田茂
- プロデューサー：加藤哲夫、水野匡雄、三輪弘、翁長孝雄、杉本直幸
- 脚本：結束信二、高岩肇、宮川一郎、西沢裕子
- 音楽：渡辺岳夫
  - 編曲：毛利猛
- 撮影：鈴木重平、国定玖仁男、増田敏雄、塚越堅二、わし尾元也
- 照明：若木得二、和多田弘、鈴木靜雄、北口光三郎、金子凱美、上田輝夫、長谷川武夫
- 録音：堀場一朗、荒川輝彦、東城絹児郎、格畑学、弘中暁、橋本省治、坂本浩一
- 美術：石原昭、矢田精治、井川徳道、鈴木孝俊、富田治郎、雨森義允、竹川輝夫
- 助監督：大西卓夫、依田智臣、萩原将司、河村満和
- 擬斗：谷明憲、三好郁夫、土井淳之祐（東映剣会）
- 記録：森村幸子、矢部はつ子、梅津泰子、石田照、田中美佐江、牧野淑子
- 編集：市田勇
- 衣裳：岩逧保、森護、高安彦司、松本俊和、豊中健、松田孝
- 美粧：佐藤宇之助
- 結髪：横田三佳代、妹尾茂子、白島里子
- 装置：前川宗太郎、武本敏雄、岡田邦雄、太田正二、野尻裕、谷内嘉造、和泉隆之
- 装飾：山田久司、宮川俊夫、清水悦夫、渡辺源三、松原邦四郎、野路昇、柴田澄臣、杉浦満洲男、布部栄一、西田忠男
- 邦楽監修：中本敏生
- 舞踊振付：藤間勘真次
- 考証：中井勝彦
- 演技事務：伊駒実麿、饗庭益雄、上田義一
- 進行：西村哲勇、俵坂孝宏、福井良春、上田正直、渡辺操、武久芳三、真沢洋士、伊藤彰将、野口忠志
- 現像：東洋現像所
- 主題曲：フィリップスレコード
- 演奏：渡辺岳夫とチェンバリカ・アンサンブル
- 監督：倉田準二、井沢雅彦、松村昌治、大西卓夫、鳥居元宏
- 制作：関西テレビ放送、東映（東映京都撮影所）

## 出演
- 大石内蔵助：山村聡（#1・2・4 - 6・9・10）
- 大石主税：三田明（#5・10）
- 浅野内匠頭長矩：松方弘樹（#1 - 4）
- 中山安兵衛→堀部安兵衛：梅宮辰夫（#1 - 6）
- 不破数右衛門：中村竹弥（#1・5・6）
- 神崎与五郎：中山仁
- 毛利小平太：天知茂（#6・8）
- 阿久里（瑤泉院）：高田美和（#1 - 4・7）　※当初は藤純子の予定
- 浅野大学：近藤正臣（#7）
- 吉良上野介：山形勲（#1 - 4・7）
- 大石瀬左衛門：坂口徹
- 堀部弥兵衛：伴淳三郎（#1 - 4・7）
- 片岡源五右衛門：小池朝雄（#1 - 4・7）
- 大野九郎兵衛：内田朝雄（#5）
- 赤埴源蔵：夏八木勲
- 岡野金右衛門：沢本忠雄（#5・6）
- 橋本平左衛門：高津住男
- 寺坂吉右衛門：高橋昌也（#5・6・10）
- 前原伊助：唐沢民賢（#4）
- 大高源五：中谷一郎（#8）
- 小野寺幸右衛門：汐路章
- 高田郡兵衛：長島隆一
- 原惣右衛門：美川陽一郎
- 早水藤左衛門：砂塚秀夫
- 矢頭右衛門七：小林芳宏
- 磯貝十郎左衛門：林真一郎
- 杉野十平次：村井国夫
- 間新六：宮内洋
- 武林唯七：山田吾一
- 萱野六郎左衛門：清水元
- 吉田忠左衛門：堀正夫
- 奥田孫太夫：村居京之輔
- 近松勘六：鈴木欽哉
- 三村次郎左衛門：松本敏男
- 安井彦右衛門：北原将光
- 藤井又左衛門：中村錦司
- 八助：有馬宏治
- 鈴田重八：吉田輝雄
- 米田一之進：丘路千
- 相馬国助：梅津栄
- 林順斎：佐々木孝丸
- 荷田春満：堀雄二
- 大須賀次郎右衛門：加賀邦男
- 村上喜剣：藤岡重慶
- 萱野勘平：里見浩太郎
- おかる（寺坂吉右衛門の妹という設定）：美空ひばり
- 城所新兵衛：宮口二朗
- 高島十兵衛：土方弘
- 近藤八郎右衛門：天津敏
- 高田玄伯：原健策
- 松川五郎左衛門：石浜祐次郎
- 村上庄左衛門：小田部通麿
- 俵星玄蕃：長門勇
- 不動の勘兵衛：石山健二郎
- りく（大石内蔵助の妻、主税の母）：木暮実千代
- 幸（堀部弥兵衛の娘、安兵衛の妻）：御影京子
- きぬ（不破数右衛門の妻）：松山容子
- 艶（毛利小平太の妻）：広瀬みさ
- しず（鈴田重八の妻）：長内美那子
- さい（矢頭右衛門七の母）：三益愛子
- しの（瑤泉院の侍女、大石瀬左衛門の恋人）：大原麗子
- 塩山伊左衛門：中村竜三郎
- 戸田の局：阿井美千子
- おてる(瑤泉院の侍女)：榊浩子
- 四方庵宗徧：徳大寺伸
- 天野屋利兵衛：金子信雄
- 江州屋達右衛門：谷口完
- 門馬重次郎：志賀勝
- 傳馬の達吉：堀田真三
- 早耳の鳥蔵：西田良
- 担ぎ屋元締弥五郎：杉山昌三九
- 研ぎ師喜平次：中台祥浩
- おたか（蕎麦屋の女将）：森光子（特別出演）
- 藤兵衛（大工棟梁）：千秋実
- 藤兵衛の娘・小夜：小柳冴子
- 畳職人傳蔵：河上一夫
- おその（天野屋利兵衛の妻）：高森和子
- おらく：荒木道子
- 伏見撞木町の芸者・おりん（吉良方の女間者）：桜町弘子
- 徳川綱吉：有馬昌彦
- 脇坂淡路守：岡田英次
- 柳澤出羽守：河津清三郎
- 阿部豊後守：浪花五郎
- 仙石伯耆守：高田浩吉
- 富永彦八郎（箱根関守）、土屋主税：大友柳太朗
- 細川越中守：夏目俊二
- 堀内傳右衛門：中村錦司
- 土屋相模守：志摩靖彦
- 荘田下総守：内田稔
- 多門伝八郎：加藤和夫
- 田村右京太夫：唐沢民賢
- 伊達左京亮：入江慎也
- 千坂兵部：西村晃
- 上杉綱憲：島田景一郎
- 小林平八郎：戸田皓久
- 清水一学：名和宏
- 宇都宮重兵衛：林彰太郎
- 松原多仲：遠藤辰雄
- お梅（瑤泉院の侍女、吉良方の間者）：三島ゆり子
- 祇園の太夫・浮橋：久保菜穂子
- とり（祇園一力の女将）：赤木春恵
- おとせ：白木マリ
- 輝：榊浩子
- 八重：宮園純子
- おぬい（吉良方の女間者）：土田早苗
- 塩山の奥方の妹そで：入江若葉
- かよ：岩村百合子
- 小山屋仲居きよ：橘ますみ
- こん：高山朋子
- 不動の勘兵衛の娘千代：加賀まりこ
- 湯屋女お勝：長谷川待子　　※当初は中村玉緒の予定
- すぎ（赤垣源蔵の兄・塩山家の女中）：東山明美
- お島：京町一代
- 幾野：稲村理恵
- くめ：日高綾子
- 長兵衛：天王寺虎之助
- 正作：中村是好
- 喜久治：北村英三
- 権次：富田仲次郎
- 利助：幸田宗丸
- 沼田：藤岡重慶
- 岡嶋：佐藤充男
- 弥市：山村弘三
- 幸助：亀石征一郎
- 高家 畠山：市川男女之助
- 田村家用人：海老江寛

## サブタイトル
| 各話   | 放送日   | サブタイトル              | 脚本     | 監督     | 主演                  |
| ------ | -------- | ------------------------- | -------- | -------- | --------------------- |
| 第1話  | 4月5日   | 美しき元禄の春            | 結束信二 | 倉田準二 | 松方弘樹              |
| 第2話  | 4月12日  | 運命の勅使下向            | 結束信二 | 倉田準二 | 松方弘樹              |
| 第3話  | 4月19日  | 忍耐の七日間              | 結束信二 | 倉田準二 | 松方弘樹              |
| 第4話  | 4月26日  | 刃傷松の廊下              | 結束信二 | 松村昌治 | 松方弘樹              |
| 第5話  | 5月3日   | 赤穂大評定                | 結束信二 | 松村昌治 | 山村聰                |
| 第6話  | 5月10日  | 涙の城明け渡し            | 結束信二 | 松村昌治 | 山村聰                |
| 第7話  | 5月17日  | 瑤泉院とその侍女          | 西沢裕子 | 井沢雅彦 | 長門勇                |
| 第8話  | 5月24日  | 吉良邸潜入                | 宮川一郎 | 井沢雅彦 | 天知茂                |
| 第9話  | 5月31日  | おかると勘平              | 西沢裕子 | 松村昌治 | 美空ひばり 里見浩太郎 |
| 第10話 | 6月7日   | 恋の道行き                | 西沢裕子 | 松村昌治 | 美空ひばり 里見浩太郎 |
| 第11話 | 6月14日  | 女間者秘話                | 高岩肇   | 倉田準二 | 山村聰                |
| 第12話 | 6月21日  | 祇園一力                  | 高岩肇   | 倉田準二 | 山村聰                |
| 第13話 | 6月28日  | 山科の別れ                | 高岩肇   | 倉田準二 | 山村聰                |
| 第14話 | 7月5日   | 恋の祭り囃子              | 高岩肇   | 松村昌治 | 長門勇                |
| 第15話 | 7月12日  | 悲恋おんな二人            | 宮川一郎 | 松村昌治 | 梅宮辰夫              |
| 第16話 | 7月19日  | 月下の脱出                | 結束信二 | 井沢雅彦 | 中村竹弥              |
| 第17話 | 7月26日  | 仇討ち東海道              | 結束信二 | 井沢雅彦 | 中山仁                |
| 第18話 | 8月2日   | 五十七人の付人            | 結束信二 | 井沢雅彦 | 中山仁                |
| 第19話 | 8月9日   | 父と子                    | 西沢裕子 | 鳥居元宏 | 山村聰 三田明         |
| 第20話 | 8月16日  | 主税と女間者              | 西沢裕子 | 鳥居元宏 | 山村聰 三田明         |
| 第21話 | 8月23日  | 若き義士の母たち          | 西沢裕子 | 倉田準二 |                       |
| 第22話 | 8月30日  | 大石東下り                | 高岩肇   | 松村昌治 |                       |
| 第23話 | 9月6日   | 俵屋玄蕃 花の兄弟         | 高岩肇   | 松村昌治 |                       |
| 第24話 | 9月13日  | 妻恋心中                  | 高岩肇   | 倉田準二 |                       |
| 第25話 | 9月20日  | 矢頭右衛門 七母悲し       | 結束信二 | 倉田準二 |                       |
| 第26話 | 9月27日  | 不破数右衛門 誉れの恋女房 | 結束信二 | 大西卓夫 |                       |
| 第27話 | 10月4日  | 男一匹天野屋利兵衛        | 高岩肇   | 大西卓夫 |                       |
| 第28話 | 10月11日 | 吉良上野介を襲撃せよ      | 高岩肇   | 倉田準二 |                       |
| 第29話 | 10月18日 | 毛利小平太は死なず        | 宮川一郎 | 倉田準二 |                       |
| 第30話 | 10月25日 | 女間者敵か味方か          | 宮川一郎 | 倉田準二 |                       |
| 第31話 | 11月1日  | 神崎与五郎悲恋の助太刀    | 結束信二 | 松村昌治 |                       |
| 第32話 | 11月8日  | 恋の絵図面取り            | 高岩肇   | 松村昌治 |                       |
| 第33話 | 11月15日 | 内蔵助危機一発            | 結束信二 | 松村昌治 |                       |
| 第34話 | 11月22日 | 決断の時来たる            | 宮川一郎 | 倉田準二 |                       |
| 第35話 | 11月29日 | 南部坂の別れ              | 高岩肇   | 倉田準二 |                       |
| 第36話 | 12月6日  | 討入り前夜                | 高岩肇   | 倉田準二 |                       |
| 第37話 | 12月13日 | 吉良邸討入り              | 結束信二 | 松村昌治 |                       |
| 第38話 | 12月20日 | 暁の勝鬨                  | 結束信二 | 松村昌治 |                       |
| 第39話 | 12月27日 | 花の四十七士              | 結束信二 | 松村昌治 |                       |

## 提供[2]
- 花王石鹸
- 澤之鶴
- 永谷園
- 早川電機

## ネット局
土曜 22：30 - 23：25、同時ネット
- 関西テレビ（制作局）
- フジテレビ
- 仙台放送[3]
- 新潟総合テレビ[4]
- 長野放送[5]
- テレビ静岡[6]
- 富山テレビ[7]
- 石川テレビ[7]

- 東海テレビ[8]
- 西日本放送[9]
- 広島テレビ[9]
- テレビ西日本[10]
- テレビ長崎[10]
- テレビ熊本[10]
- 鹿児島テレビ[11]
- 沖縄テレビ[12]

時差ネット
- 札幌テレビ：火曜 22:00 - 22:55[13]
- 日本海テレビ：日曜 22:30 - 23:25[14]

遅れネット
- 岩手放送：土曜 23:00 - 23:55 （1970年9月時点）[15]
- 秋田テレビ：日曜 17:00 - 17:55 （1970年9月時点）[16]
- テレビ愛媛：日曜 22:15 - 23:10 （1970年9月時点）[17]

## ネット配信
- YouTube「東映時代劇YouTube」で、2024年2月1日から第1話・第2話が常時無料配信されている他、12月9日からは毎週月曜午前11時から1週間無料で最新話を配信している。